# Schutzengelbild
Die Bildgattung der Schutzengelbilder oder -darstellungen war vor allem in der Öldruckfabrikation seit den 1880er Jahren verbreitet. Die sentimentalen Darstellungen, bei denen ein Schutzengel das Motiv bildet, waren ein Inbegriff des kleinbürgerlichen Wandschmucks der beiden Konfessionen und ein Verkaufsschlager, auf den kaum ein Kunstverlag verzichtete.

## Ursprung und Motive

„Morgengebet“, seit ca. 1890 verkauft

Das Schutzengelmotiv hatte seinen Ursprung im Andachtsbild der Nazarener und wurde dann in die religiöse Salonmalerei übernommen, bevor es von den Bilderfabriken entdeckt wurde. Im Gegensatz zum mittelalterlichen Bildtypus des Seelengeleits trat der religiöse Charakter der Bilder zunehmend in den Hintergrund. Zu den ikonografischen Einflüssen zählen auch Wilhelm von Kaulbachs Sterbebild mit einem Motiv des Typs „Engel zu Gott“ sowie die verträumten Bilder des Schotten John Burr.
Eine häufige Form der Schutzengelbilder zeigt einen Schutzengel neben kleinen Mädchen im Nachthemd beim Morgen- und Abendgebet vor einem eisernen oder hölzernen Kinderbett. Derartige Darstellungen, die nicht selten erotische Anspielungen aufweisen, wurden vor allem in süd- oder mitteleuropäische Länder vertrieben. Der Prototyp für diese Bildgattung der „betenden Kinder“ war das Gemälde The Infant Samuel von Joshua Reynolds.
Eine andere wichtige Form ist das Engelgeleit in freier Landschaft. Hier wiederum spielen die „Abgrundbilder“ eine große Rolle. Sie gehen meist auf Bernhard Plockhorsts Schutzengelbild zurück, das 1886 an der Preußischen Akademie der Künste zu Berlin ausgestellt wurde. Das Motiv selbst ist allerdings noch älter und bereits in den 1830er Jahren anzutreffen. Zunächst wurden fast ausschließlich Darstellungen von Junge und Mädchen am Felsabgrund oder auf einem brüchigen Steg produziert, zusammen mit einem – entgegen allen Konventionen der christlichen Ikonografie – weiblichen Engel, der mit seinen schützenden Händen über das hübsch herausgeputzte Kinderpaar wacht. Die dünne, helle, leichte Kleidung der abgebildeten Kinder hatte mit der Realität wenig gemein. Insgesamt variieren nur der Hintergrund, die Zahl der Kinder (eines oder zwei) und die Bekleidung des Engels. Technische Errungenschaften wie Eisenbahn und Auto wurden erst spät und auch nur vereinzelt abgebildet.
Nach dem Ersten Weltkrieg gab es auch kleinformatige Darstellungen eines kindlichen Schutzengels als Spielgefährten im bürgerlichen Kinderzimmer.

## Schlafzimmerbilder und weitere Formen

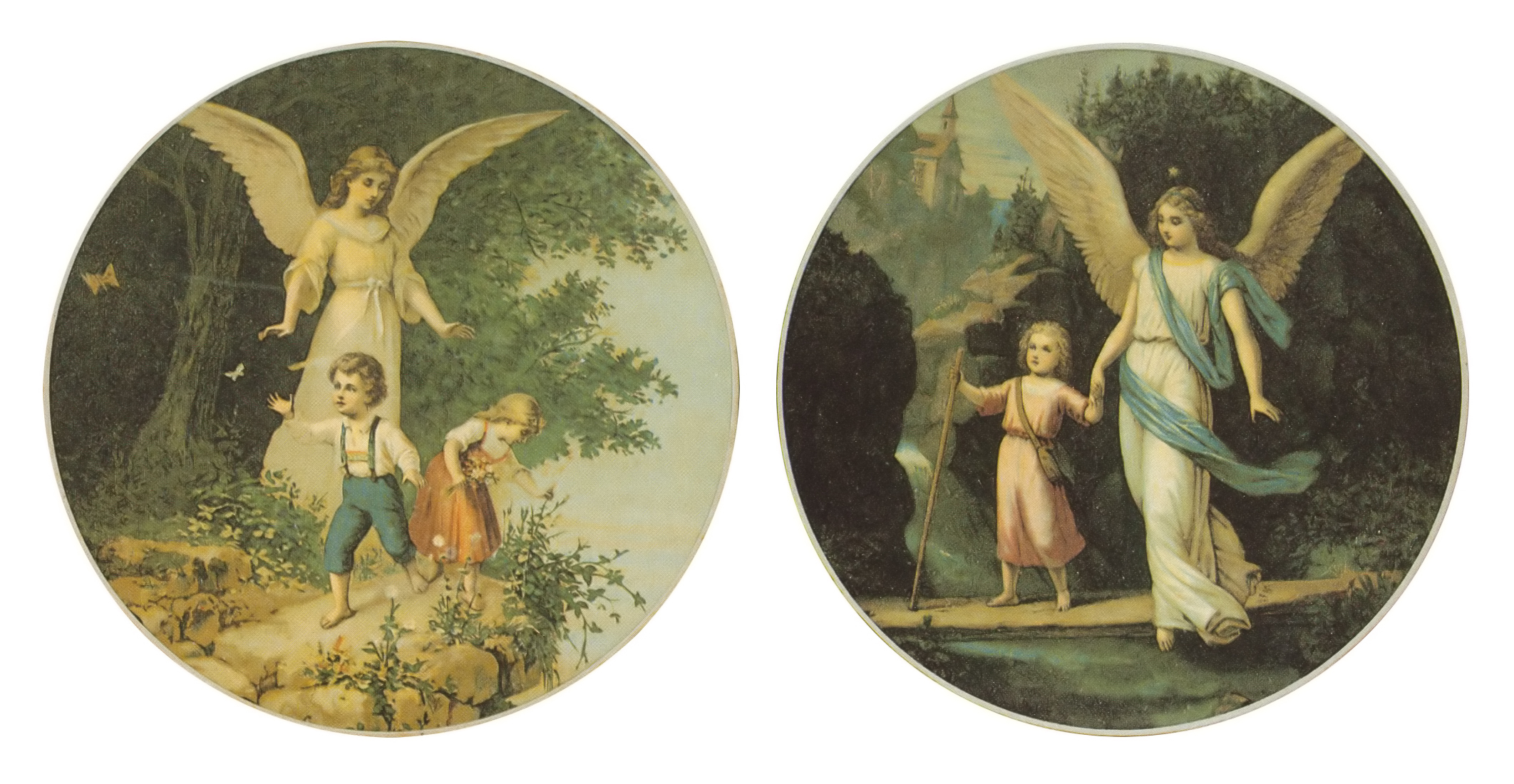
Zwei Schutzengelbilder von Fridolin Leiber, hier zu Ofenrohrbildern beschnitten, die dazu verwendet wurden, die im Sommer nicht benutzten Ofenrohre zu kaschieren

Schutzengelbilder hingen bevorzugt über dem Kinderbett, wurden aber ab den 1920er Jahren auch als Schlafzimmerbilder verkauft. Dabei übernahm man die alten Motive, die schon vor dem Ersten Weltkrieg als Postkartenmotive gedient hatten, und zeichnete sie auf das für Schlafzimmerbilder übliche Breitformat um, indem man links und rechts einfach noch etwas Landschaft anfügte. Eines der bekanntesten Exemplare dieser Art geht auf ein ebenfalls ehemals weit verbreitetes Bild von Zabateri (Pseudonym von Hans Zatzka) zurück, das von Lindberg (Pseudonym des Porträtmalers Großmann) umgezeichnet und 1928 in der Zeitschrift Der Kunsthandel als Neuerscheinung angezeigt wurde. Kurioserweise scheinen in dieser Version durch die Art der Umzeichnung die Kinder quer über die Brücke zu laufen. Eugen Roth beschrieb das Bild im Jahr seiner Veröffentlichung folgendermaßen: „Schutzengel, lieb gemeint, wird leider vielen unserer Leser sehr gefallen. (Nicht giftig, aber ungenießbar)“. Der Engel aus diesem Bild wurde später leicht verändert von einem Linzer Maler unter dem Pseudonym „Marsani“ aufgegriffen und in eine „Abgrundszene“ hineingesetzt. Wie eine Suche bei heutigen Online-Anbietern von Kunstdrucken zeigt, werden Schutzengelbilder dieser Art weiterhin vor allem für den US-Markt gefertigt. Einige davon basieren direkt auf dem Zatzka-Bild, wobei lediglich der Malstil oder die Hautfarbe der dargestellten Gestalten geändert wurde.
Eine 1970 geführte Studie, die 622 Schüleraufsätze zum häuslichen Wandschmuck auswertete, ergab eine größere Verbreitung von Schutzengelbildern in evangelischen als in katholischen Häusern; bei den Bildern im Schlafzimmer mehr als doppelt so viel.
Die Mode des Porzellannippes (meist Biskuitporzellan) und der Kindergrabdenkmäler, auf denen ein Schutzengel abgebildet ist, stammt wahrscheinlich aus Frankreich. Nicht genehmigte plastische Nachahmungen von Schutzengelbildern wurden von den Kunstverlagen unnachgiebig gerichtlich verfolgt.

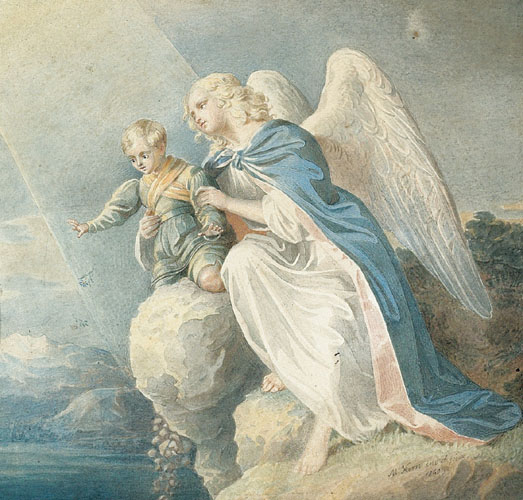
Schutzengelbild von Matthäus Kern, 1840
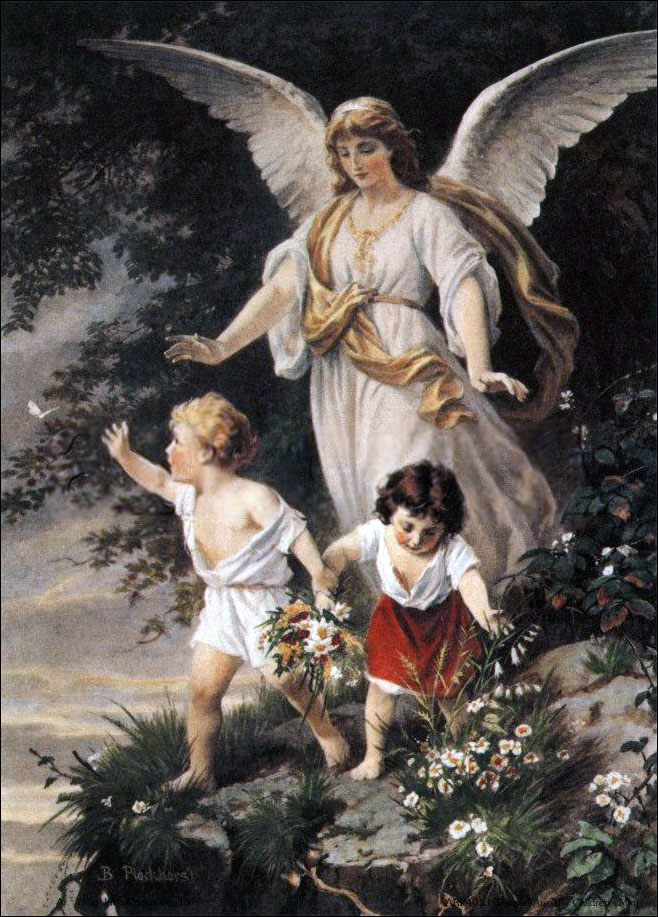
Schutzengelbild von Bernhard Plockhorst, 1886
Chromolithografie, 1898
„Abendgebet“, Pendant zu obigem Bild